# Symphlebia meridionalis
Symphlebia meridionalis là một loài bướm đêm thuộc phân họ Arctiinae, họ Erebidae.